# Кампо ди Рито (Латина)
Кампо ди Рито је насеље у Италији у округу Латина, региону Лацио.
Према процени из 2011. у насељу је живело 46 становника. Насеље се налази на надморској висини од 23 м.